# Saïd Seyam
Saïd Seyam (ou  Siam, Saeed et Sayed) né à Shati camp de réfugiés palestiniens au nord de Gaza en 1959, était le ministre de l'intérieur dans le Gouvernement Ismaël Haniyeh de mars 2006 et a été élu député dans sa circonscription de Gaza. 
Il a été arrêté à quatre reprises lors de la première Intifada puis expulsé par Israël en 1992 (ar) à Marj el-Zouhour (ar), dans le sud du Liban. À son retour, il a été interpellé par les services de sécurité palestiniens.
Ancien proche de Ahmed Yassine, il a travaillé en étroite collaboration avec le chef du bureau politique du Hamas, Khaled Mechaal, qu'il a accompagné à Moscou lors de la première visite du mouvement dans une grande capitale.
Il était membre de l'aile radicale du Hamas et a été l'un des instigateurs du coup de force ayant mené à la prise de Gaza de juin 2007. Il avait été accusé par le Fatah du président Mahmoud Abbas d'avoir mené une répression féroce contre ce parti après celui-ci. 
Le 15 janvier 2009, il est tué dans le bombardement de la maison de son frère par l'aviation israélienne pendant l'opération Plomb durci. Son frère, son fils et six autres personnes sont tués avec lui. 

## Sources
- (fr) Portrait - Saïd Siam, mort d'un membre de l'aile dure du Hamas, Le Point, 15 janvier 2009
- (ar) أبرز قيادات حماس الذين استهدفتهم إسرائيل, Al Jazeera, 18 octobre 2024